# Jean-Pierre Wimille
Jean-Pierre Wimille (Parigi, 26 febbraio 1908 – Buenos Aires, 28 gennaio 1949) è stato un pilota automobilistico e agente segreto francese.

## Biografia
Vinse per la prima volta al Gran Premio di Orano del 1932, ma acquisì notorietà grazie ai successi conseguiti al Gran Premio di Francia del 1936 con Sommer e soprattutto per la due vittorie alla 24 ore di Le Mans, con Benoist nel 1937 e Veyron nel 1939 (l'ultima edizione anteguerra). Parallelamente alla carriera automobilistica tentò anche di entrare in politica, grazie alle conoscenze della famiglia della fidanzata Christiane de la Fressange, divenuta sua moglie a conflitto ormai iniziato.
Dopo la parentesi della Seconda guerra mondiale, durante la quale operò come agente segreto a fianco del collega e amico Robert Benoist, fu di nuovo ai vertici nel 1946 a Digione e vinse il Gran Premio d'Europa nel 1947. Altre vittorie gli arrisero nel 1948 ai Gran Premi d'Italia e di Francia. Morì in pista, l'anno seguente, durante le prove della Temporada Argentina 1949, nel circuito di Buenos Aires.